# Piz Rims
Le Piz Rims est un sommet de la chaîne de Sesvenna (Alpes rhétiques) culminant à 3 066 mètres d'altitude. La frontière entre l'Italie et la Suisse passe sur un épaulement à 3 049 mètres d'altitude, à 100 mètres à l'est de la cime de la montagne.